# Liste des îles de Tunisie
Une liste des îles de Tunisie est fournie dans le tableau ci-dessous. La liste complète atteint près de soixante îles et îlots.
| Nom de l'île ou archipel | Nombre d'îles ou îlots | Gouvernorat | Peuplée | Détails |
| ------------------------ | ---------------------- | ----------- | ------- | --- |
| Kerkennah                | 14                     | Sfax        | Oui     | Chergui, Gharbi, Gremdi, Roumadia, Rakadia, Sefnou, Charmadia, Ch’hima, Keblia, Jeblia, El Froukh, Firkik, Belgharsa, El Haj Hmida |
| La Galite                | 6                      | Bizerte     | Non     | La Galite, Le Galiton, La Fauchelle, Le Gallo, Le Pollastro, La Gallina                                                            |
| Zembra                   | 4                      | Nabeul      | Non     | Zembra, Zembretta, Lantorcho, La Cathédrale                                                                                        |
| Kneiss                   | 4                      | Sfax        | Non     | El Bessila, El Hajar, El Laboua, El Gharbia                                                                                        |
| Djerba                   | 4                      | Médenine    | Oui     | Djerba, El Gataïa El Bahria, El Gataïa El Gueblia, Jlij                                                                            |
| Cani                     | 2                      | Bizerte     | Non     | Grande Cani, Petite Cani |
| Îles Fratelli            | 2                      | Bizerte     | Non     | |
| Kuriat                   | 2                      | Monastir    | Non     | Grande Kuriat, Petite Kuriat |
| Pilau                    | 1                      | Bizerte     | Non     | |
| Île Plane                | 1                      | Bizerte     | Non     | |
| Chikly                   | 1                      | Tunis       | Non     | |